# Benjamin C. Thema
Benjamin C. Thema (* 1912 in Ranaka, Bangwaketse, Betschuanaland, heute: Botswana; † 1982) war ein botswanischer Politiker der Botswana Democratic Party (BDP).

## Leben
Thema besuchte die Healdtown Institution sowie das Tiger Kloof Educational Institute im südafrikanischen Vryburg und wurde 1936 selbst Lehrer für Setswana am Tiger Kloof Educational Institute. 1939 wurde er Gründungspräsident der Studentenvereinigung Bechuanaland Student Association und gründete 1946 die Tshidi Barolong Secondary School in Mafikeng, deren Rektor er bis 1955 war. Während dieser Zeit erwarb er 1948 einen Abschluss in Pädagogik (Master in Education) und fungierte zwischen 1955 und 1964 als Leiter des Moeng College. Für seine langjährigen Verdienste wurde ihm 1962 das Offizierskreuz des Order of the British Empire (OBE) verliehen.
1964 schied Thema aus dem Schuldienst aus und trat der von Seretse Khama 1961 gegründeten Bechuanaland Democratic Party (BDP) bei. 1965 wurde er für die BDP zum Mitglied der Nationalversammlung gewählt und vertrat in dieser bis 1974 den Wahlkreis Lobatse. 1966 wurde er von Präsident Seretse Khama zum Minister für Bildung, Gesundheit und Arbeit berufen und bekleidete dieses Ministeramt bis 1969. Im Anschluss war er von 1969 bis 1974 Bildungsminister.